# Salón Internacional de la Fama de los Videojuegos
Salón Internacional de la Fama de los Videojuegos es un museo planeado para ser operado en la ciudad de Ottumwa, Iowa en Norteamérica, el cual está dedicado al mundo de los videojuegos y todas aquellas personalidades históricamente destacadas en la industria de los videojuegos, actualmente también recopilan nuevas entregas de videojuegos en el salón.
Ottumwa se considera a sí misma como la "Capital mundial de los videojuegos", ya que la ciudad fue sede de la sala de galaxias de Twin Galaxies, que se convirtió en el epicentro de numerosas competiciones de videojuegos del género arcade. La organización del museo es operada como una organización sin fines de lucro, por los líderes empresariales de Ottumwa y otros residentes, diseñada para reconocer a "los campeones, industrias y profesionales" de la industria de los videojuegos. Mientras que el museo no se ha construido, la organización continúa introduciendo nuevos miembros en su Salón de la Fama.

## Historia
La idea del museo se concibió alrededor del año 2009.v La ciudad afirmó que eran la Capital Mundial de los videojuegos en el año 1982, tras el reconocimiento que Twin Galaxies había recibido por ser la fuente autorizada de los puntajes más altos en los juegos de arcade, un punto que no había sido cuestionado desde entonces. Alrededor del 2009, los líderes de la comunidad comenzaron a especular sobre la posibilidad de un museo, reconociendo que los esfuerzos anteriores para establecer un museo de videojuegos de los Estados Unidos habían fracasado y que esta era potencialmente una forma de capitalizar el reclamo de fama de la ciudad. Los líderes reconocieron que desde 1982, la industria de los videojuegos había cambiado significativamente, con los juegos de arcade que se habían desvanecido en favor de las consolas y las computadoras, pero sentían que aún podían ser un hogar apropiado para este museo debido a la historia de la ciudad como Cooperstown, Nueva York, sirve para el Salón de la Fama y el Museo Nacional de Béisbol. Los líderes de la ciudad también vieron la oportunidad de ayudar a la ciudad para que luchara financieramente a traer más ingresos del turismo a la comunidad principalmente agrícola.
El consejo de la ciudad y la cámara de comercio autorizaron un comité directivo para organizar y planificar el museo. Los organizadores del museo se propusieron recaudar donaciones para construir una instalación moderna, cuyo costo estimado oscila entre $ 30 y $ 50 millones, con pantallas interactivas para celebrar a sus miembros, y para adquirir al menos una versión operativa de cada uno de los 100,000 estimados que funcionan con monedas y sistemas de videojuegos caseros que se han producido hasta la fecha. Su objetivo inicial era comenzar la construcción dentro de los cinco años desde su inicio.
El 7 de agosto de 2010, el museo instaló su primera clase durante su evento multimesa "Big Bang 2010". Ingreso al Salón de la Fama durante esta ceremonia inicial incluyó a Shigeru Miyamoto, de Nintendo, Masaya Nakamura de Namco, los pioneros del sistema de videojuegos Ralph H. Baer y Nolan Bushnell, el diseñador de juegos Steve Ritchie, los miembros del equipo original de diseño de Xbox, incluido Seamus Blackley, y varios campeones de los juegos de arcade, entre ellos Steve Wiebe y Billy Mitchell. El evento también honró Pac-Manen el 30 aniversario del lanzamiento del juego de arcade por inducción al Salón de la fama. Los eventos iniciales atrajeron al menos a 3.500 visitantes a la ciudad. En los años siguientes, debido a las bajas donaciones, el Salón de los Videojuegos ha reducido estos eventos, aún celebrando ceremonias para rendir homenaje a los candidatos, a fin de poder cumplir mejor sus objetivos.
En 2016, el Salón de los Videojuegos y la ciudad establecieron el "Paseo de la fama de los videojuegos" a lo largo de la calle principal de la ciudad, que se cree es el primero de su tipo. Mientras que el Salón de los Videojuegos se enfoca más en las personas y organizaciones de la industria de los videojuegos, el Paseo de la fama de los videojuegos fue diseñado para conmemorar videojuegos clave. En su año inaugural, el Salón de los Videojuegos seleccionó a Pac-Man para la primera "estrella" en esto, y se exhibirá el 7 de agosto de 2016, junto con los eventos para inducir a nuevos miembros al Salón de la Fama.

## Categorías
El Salón Internacional de los Videojuegos selecciona a los miembros de la industria, a los jugadores competidores, así como a ciertos videojuegos. Las selecciones se hacen primero a través de un proceso de nominación abierto, comentarios del público para reducir los electores y luego votar entre un conjunto de periodistas, jugadores y jugadores de videojuegos para los finalistas.

### Desarrolladores y líderes de la industria
| Año  | Nombre           | Descripción                                                                  |
| ---- | ---------------- | ---------------------------------------------------------------------------- |
| 2010 | Kevin Bachus     | Miembro del Xbox Equipo de Diseño                                            |
| 2010 | Ralph H. Baer    | "Padre de los videojuegos", inventor del primer videojuego de consola casera |
| 2010 | Otto Berkes      | Miembro del Xbox Equipo de Diseño                                            |
| 2010 | Seamus Blackley  | Miembro del Xbox Equipo de Diseño                                            |
| 2010 | Nolan Bushnell   | Fundador de Atari                                                            |
| 2010 | Ted Hase         | Miembro del Xbox Equipo de Diseño                                            |
| 2016 | Satoru Iwata     | Expresidente de Nintendo                                                     |
| 2015 | Eugene Jarvis    | Desarrollador de Defender y Robotron: 2084                                   |
| 2016 | Hideo Kojima     | Desarrollador de Metal Gear, franquicia                                      |
| 2010 | Shigeru Miyamoto | Desarrollador de Donkey Kong                                                 |
| 2010 | Masaya Nakamura  | Fundador de Namco                                                            |
| 2010 | Steve Ritchie    | Pinball Diseñador de Videojuegos                                             |
| 2015 | Gary Stern       | Presidente de Stern Electronics y Stern Pinball                              |

### Jugador de Competiciones
| Año  | Nombre                      | Descripción               |
| ---- | --------------------------- | ------------------------- |
| 2015 | Thor Aackerland             | Jugador de Competiciones  |
| 2010 | Eric Akeson                 | Jugador de Competiciones  |
| 2015 | Tim Balderramos             | Jugador de Competiciones  |
| 2010 | Rob Barrett                 | Jugador de Competiciones  |
| 2010 | Brian Cady                  | Jugador de Competiciones  |
| 2010 | Paul Dean                   | Jugador de Competiciones  |
| 2010 | Ben Falls                   | Jugador de Competiciones  |
| 2010 | Dennis Fong                 | Jugador de Competiciones  |
| 2015 | Eric Ginner                 | Jugador de Competiciones  |
| 2010 | Ben Gold                    | Jugador de Competiciones  |
| 2015 | Katherine "Mystik" Gunn     | Jugador de Competiciones  |
| 2010 | Ike Hall                    | Jugador de Competiciones  |
| 2015 | Steve Harris                | Jugador de Competiciones  |
| 2010 | Ken House                   | Jugador de Competiciones  |
| 2016 | Isaiah "TriForce" Johnson   | 2000's eSports Competidor |
| 2015 | Josh Jones                  | Jugador de Competiciones  |
| 2010 | Andrew Laidlaw              | Jugador de Competiciones  |
| 2010 | Chris Mansfield             | Jugador de Competiciones  |
| 2010 | John McAllister             | Jugador de Competiciones  |
| 2016 | Lonnie McDonald             | Golden Age Gamer          |
| 2015 | Tim McVey                   | Jugador de Competiciones  |
| 2010 | Billy Mitchell              | Jugador de Competiciones  |
| 2010 | Perry Rodgers               | Jugador de Competiciones  |
| 2010 | Todd Rogers                 | Jugador de Competiciones  |
| 2010 | Scott Safran                | Jugador de Competiciones  |
| 2016 | Chris Tang                  | 90’s eSports Competitor   |
| 2010 | Johnathan "Fatal1ty" Wendel | Jugador de Competiciones  |
| 2016 | Joel West                   | Jugador de la Era Dorada  |
| 2010 | Steve Wiebe                 | Jugador de Competiciones  |
| 2010 | Phil Younger                | Jugador de Competiciones  |

### Videojuegos
| Año  | Nombre                                  | Descripción                  |
| ---- | --------------------------------------- | ---------------------------- |
| 2015 | Defender                                | Videojuego Arcade Legendario |
| 2016 | The Legend de Zelda: A Link to the Past | Juego de la Era de los 90    |
| 2016 | Minecraft                               | Videojuego de la Era Actual  |
| 2010 | Pac-Man                                 | Videojuego Arcade Legendario |
| 2016 | Super Mario Bros.                       | Videojuego de la Edad de Oro |
| 2016 | World de Warcraft                       | Videojuego de la Era 2000    |

### Categorías Adicionales
| Año  | Nombre           | Descripción                            |
| ---- | ---------------- | -------------------------------------- |
| 2015 | David Bishop     | Premio Walter Day Lifetime Achievement |
| 2016 | Patrick O'Malley | Premio Acción Comunitaria              |
| 2016 | Steve Wozniak    | Premio Walter Day Lifetime Achievement |